# Clinton (Carolina del Nord)
Clinton è una città degli Stati Uniti d'America situata nella Carolina del Nord, nella Contea di Sampson, della quale è anche il capoluogo.